# Manuel Solís Palma
Manuel Solís Palma (3 december 1917 – Panama-Stad, 6 november 2009) was een Panamees politicus voor de Democratische Revolutionaire Partij (PRD). Hij was van februari 1988 tot september 1989 president van Panama.
Solís Palma was afkomstig uit de provincie Los Santos en studeerde sociologie en economie aan de Universiteit van Panama. Hij was minister van onderwijs onder Roberto F. Chiari en vervulde verschillende administratieve functies onder Panama's militaire regimes.
Solís werd op 26 februari 1988 op orders van generaal Manuel Noriega, de facto dictator van Panama, geïnstalleerd als president nadat Solís Palma's voorganger Eric Arturo Delvalle had aangekondigd dat Noriega uit zijn functie was ontheven wegens een aanklacht voor drugssmokkel door de Verenigde Staten. Solís Palma gold dan ook als marionet van Noriega. Hij werd op 1 september 1989 opgevolgd door de eveneens door Noriega aangewezen Francisco A. Rodríguez.
Solís overleed in november 2009 aan longoedeem; hij kreeg geen staatsbegrafenis daar de Panamese regering hem niet als rechtmatig president beschouwde.